# Кривое Озеро (Николаевская область)
Криво́е О́зеро (укр. Криве Озеро) — посёлок в Николаевской области Украины, районный центр Кривоозерского района.

## Географическое положение
Располагается на берегах реки Кодыма.
Через Кривое Озеро проходит автомагистраль Санкт-Петербург — Витебск — Киев — Одесса — Автострада E 95 (На территории Украины — трасса М-05).

## История

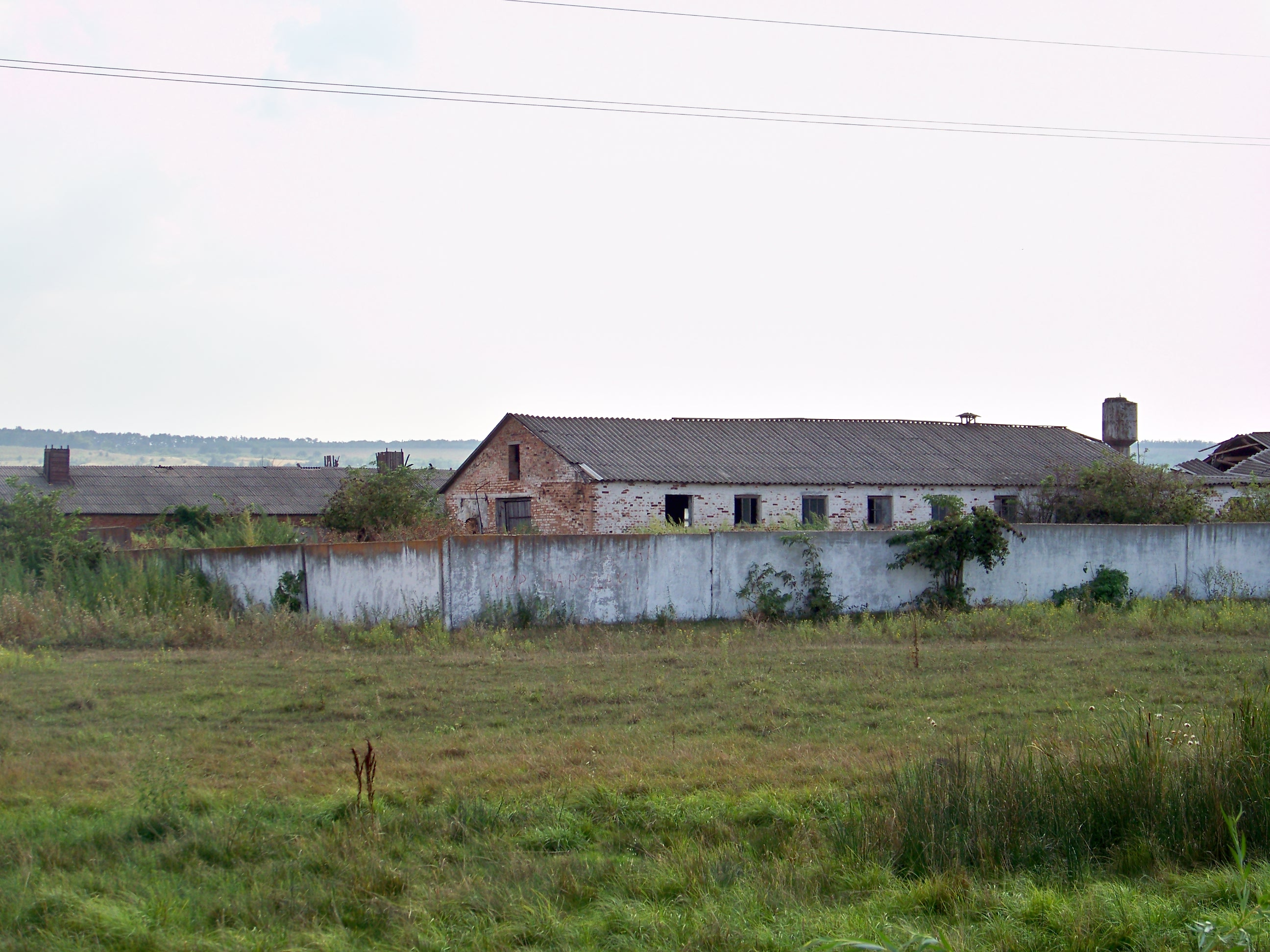
Заброшенная ферма под Кривым Озером

Основан населенный пункт во второй половине XVIII века. Своё название получил от озера с неровными, извилистыми берегами, образовавшегося в древние времена путём слияния старых речных русел. Первыми жителями села были выходцы из Молдавии, осевшие на левом берегу Кодымы. Эти земли принадлежали магнату Любомирскому, который разрешил селиться здесь мелкой шляхте и молдаванам, а также беглым крепостным, предоставляя им некоторые временные льготы («слободы» на несколько лет, в течение которых они пользовались землей, но не отбывали повинностей). После окончания льготного периода новые поселенцы попадали в полную зависимость от владельца. Правый берег Кодымы осваивали выходцы с Северной Украины и запорожцы. Старшины, посланные Запорожским кошем в этот район в 1764 и 1767 годах с целью узнать о наличии здесь населенных пунктов и составе их населения, сообщали о т. н. ханской слободе, которая «…заведена селением в 1762 году» [1706, с. 44]. В 1764 году в ней насчитывалось 40 хат [1840, с. 167]. Слобода считалась собственностью ханского каймакана Якуб-аги, который установил здесь свои налоги: по/454/ 9 турецких левков с плуга и по одному — с каждой посевной борозды [1588, с. 29]. С 1765 г. Якуб-ага начал собирать с каждого двора ещё по 7 левков. Кроме того, местные жители, как и население остальных «ханских слобод», облагались оброком в пользу хана (десятая часть прибыли от скотоводства и промыслов) [1746, с. 95—96].
В декабре 1919 года в местечке Кривое Озеро банда Козакова устроила погром еврейского населения, было вырезано около шестисот человек.
Во время Великой Отечественной войны, в 1941—1944 годах, селение находилось под немецко-румынской оккупацией и входило в состав Губернаторства Транснистрия.
В мае 1995 года Кабинет министров Украины утвердил решение о приватизации находившегося в посёлке АТП-14841.

## Население
В январе 1989 года численность населения составляла 11 399 человек.
По состоянию на 1 января 2013 года численность населения составляла 7909 человек.

### Языковой состав
Родной язык населения по данным переписи 2001 года:
| Язык       | Численность, чел. | Доля     |
| ---------- | ----------------- | -------- |
| Украинский | 8 265             | 96,95 %  |
| Русский    | 178               | 2,09 %   |
| Другие     | 82                | 0,96 %   |
| Итого      | 8 525             | 100,00 % |

## Известные люди
В селе родился Биберган, Давид Абрамович (1902—1973) — советский военный и государственный деятель.
В Кривоозерской школе учился в 1920-е гг. советский и российский историк Валентин Михайлович Ковальчук (22.07.1916 — 04.10.2013), автор книги «Война и блокада», отец российского олигарха Ковальчука Юрия Валентиновича (1951 г. р.), включенного в санкционный список США.